# Cyfryzacja
Cyfryzacja (inaczej digitalizacja) – proces przekształcania informacji analogowej do postaci cyfrowej (tj. czytelny dla komputerów i urządzeń cyfrowych).
Cyfryzacja może być rozumiana na wiele sposobów. Początkowo, wraz z rozwojem technik komputerowych jeszcze w latach 50. XX wieku powstało pojęcie „digitalizacji” (ang. digitisation) jako przetwarzanie materiałów analogowych na formę cyfrową za pomocą skanowania lub fotografowania. Pozyskaniu cyfrowej postaci obiektu towarzyszą także inne procesy związane z tworzeniem różnego rodzaju metadanych, a także z gromadzeniem, strukturyzowaniem, przetwarzaniem, archiwizowaniem, zarządzaniem, wymianą, ochroną i udostępnianiem materiałów i danych. Termin ten obecnie jest powszechnie używany w odniesieniu do działań prowadzonych przez biblioteki, muzea czy archiwa, czyli instytucje, które gromadzą, przechowują i udostępniają odbiorcom zdigitalizowane materiały (teksty, obrazy, mapy, zdjęcia, które mogą być obecnie zapisane w postaci dwuwymiarowej (2D) i trójwymiarowej (3D) oraz dźwięki audio, nagrania wideo itp.), poprzez publikację w internecie, np. w bibliotece cyfrowej, archiwum, repozytorium cyfrowym lub na stronie internetowej instytucji.
Pierwsze użycie terminu „cyfryzacja” w szerszym jego znaczeniu (ang. digitalisation), nawiązującym do zmian w otoczeniu spowodowanych coraz bardziej powszechnym stosowaniem technologii cyfrowych, przypisuje się Robertowi Wachalowi, który w opublikowanym w 1971 roku eseju użył określania cyfryzacji społeczeństwa (ang. digitalisation of society). Według Oxford English Dictionary pojęcie cyfryzacji obejmuje dziś adaptację i wzrost wykorzystywania technologii cyfrowych lub komputerowych przez organizacje, sektory gospodarki, kraje itd.
Pojęcia „digitalizacja” i „cyfryzacja” bardzo często używane są jednak zamiennie, zarówno w literaturze polskiej, jak i zagranicznej.